# Prairie du Sac (hrabstwo Sauk)
Prairie du Sac – wieś w Stanach Zjednoczonych, w stanie Wisconsin, w hrabstwie Sauk.